# ダン・シュナイダー
ダン・シュナイダー（Dan Schneider、1966年1月14日 - ）は、アメリカ合衆国のプロデューサー、脚本家、俳優。

## 来歴
1980年代に俳優としてデビューし、『Making the Grade』、『Better Off Dead』などの映画に出演。テレビでは1986年のABCのシットコム『Head of the Class』、1993年にシットコム『Home Free』でそれぞれメインキャラクターを演じた。
1988年に、ニコロデオン主催の第1回キッズ・チョイス・アワードで司会を務めた。

### 制作活動
1993年にニコロデオンで放送を開始した『All That』で制作総指揮を務めた。『All That』以降、クリエーターとしてニコロデオン作品に多数携わるようになり、1999年放送開始の『The Amanda Show』を手がけ、同作主演のアマンダ・バインズが出演した『恋するマンハッタン』（WBテレビジョン制作、The WB放送）を手がけている。シットコム『ドレイク&ジョシュ』、スケッチコメディ『Zoey 101』でも制作総指揮を務めた。
2007年に放送開始したシットコム『iCarly』でも制作総指揮を務め、特に同作の第57話は視聴者数がニコロデオン作品として最高記録（当時）に達した。2010年放送開始の『ビクトリアス』を手がけ、2013年には『iCarly』と『ビクトリアス』のスピンオフシリーズ『サム&キャット』を制作している。これらの作品のヒットで、アリアナ・グランデをはじめとする女優や歌手がブレイクしている。
その後、『Henry Danger』や『ゲームシェイカーズ』に携わっていたが、2018年3月に700万ドルの違約金を受け取り、ニコロデオンとの契約を解除した。
なお、シュナイダーが手掛けた『Zoey 101』や『iCarly』では自身が出演する回がある他、『サム&キャット』では声優としてロボットの声を担当していた。

## 制作にかかわった作品
- Guys Like Us
- The Amanda Show
- 恋するマンハッタン What I Like About You
- ドレイク&ジョシュ Drake & Josh
- ビッグ・ライアー Big Fat Liar
- Zoey 101
- iCarly
- ビクトリアス Victorious
- サム&キャット Sam & Cat
- ゲームシェイカーズ Game Shakers

その他多数